# Gennes (Maine-et-Loire)
Gennes is een plaats en voormalige gemeente in het Franse departement Maine-et-Loire (regio Pays de la Loire) en telt 1946 inwoners (1999). De plaats maakt deel uit van het arrondissement Saumur.

## Geschiedenis
De gemeente behoorde tot het kanton Gennes, totdat dit op 22 maart 2015 werd opgeheven en de gemeenten werden opgenomen in het kanton Doué-la-Fontaine. Op 1 januari 2016 werd Gennes als zelfstandige gemeente opgeheven en werd het de hoofdplaats van de huidige commune nouvelle Gennes-Val de Loire, waarin ook de gemeenten Chênehutte-Trèves-Cunault,Grézillé, Saint-Georges-des-Sept-Voies en Le Thoureil opgingen. Op 1 januari 2018 fuseerde de fusiegemeente met Les Rosiers-sur-Loire en Saint-Martin-de-la-Place, waarop de naam werd aangepast naar Gennes-Val-de-Loire. Les Rosiers-sur-Loire verving daarop Gennes als hoofdplaats van de gemeente.

## Geografie
De oppervlakte van Gennes bedraagt 32,8 km², de bevolkingsdichtheid is 59,3 inwoners per km².
De onderstaande kaart toont de ligging van Gennes (Maine-et-Loire) met de belangrijkste infrastructuur en aangrenzende gemeenten.

## Demografie
Onderstaande figuur toont het verloop van het inwonertal.
Chênehutte · Cunault · Gennes · Grézillé · Les Rosiers-sur-Loire · Saint-Martin-de-la-Place · Le Thoureil · Trèves · Les Tuffeaux

Voormalige gemeenten: Chênehutte-les-Tuffeaux · Chênehutte-Trèves-Cunault · Trèves-Cunault